# Катрін Ґарсо
Катрін Ґарсо (англ. Catherine Garceau, 1 липня 1978) — канадська спортсменка.
Призерка Олімпійських Ігор 2000 року.